# Hohe Wand
Hohe Wand là một đô thị thuộc huyện Wiener Neustadt-Land trong bang Niederösterreich, Áo.